# HC Lední Medvědi Pelhřimov
HC Lední Medvědi Pelhřimov (celým názvem: Hockey Club Lední Medvědi Pelhřimov) je český klub ledního hokeje, který sídlí v Pelhřimově v Kraji Vysočina. Založen byl v roce 1931. Svůj současný název nese od roku 2013. Od sezóny 2021/22 působí v Krajské lize Vysočiny, čtvrté české nejvyšší soutěži ledního hokeje. Klubové barvy jsou červená a bílá.
Své domácí zápasy odehrává na zimním stadionu Pelhřimov s kapacitou 3 100 diváků.

## Historie klubu
První sezona ledního hokeje r. 1931–1932. Z nejstarších dochovaných písemných materiálů o ledním hokeji v Pelhřimově vyplývá, že počátky pelhřimovského hokeje sahají do roku 1931.
Počátky kanadského hockeye v Pelhřimově vztahují se k zimě 1931–32, kdy několik nadšenců rozhodlo se na svůj náklad opatřit si hole a ze zábavy provozovati tento sport. Trainovalo se na Národním kluzišti, jehož správa jim vyšla tak dalece vstříc, že se nabídka opatřiti jim postupně nutnou výzbroj. Byla sestavena dvě mužstva, a když bylo po trainingovém matchi shledán ohromný zájem obecenstva o tento sport, byl vyjednán přátelský zápas s S. K. Táborem. Pelhřimovští hokejisté prohráli dopoledne 3:0, odpoledne 5:1, což bylo vlastně jejich velikým úspěchem. Další zápasy však dokázaly, že pelhřimovské mužstvo je mužstvem mladých velmi talentovaných hráčů, neboť skončily vesměs jejich sportovním i morálním úspěchem. Poněvadž mužstvo tvořili většinou studenti, hráno pod názvem SOKH (Studentský odbor kanadského hokeje).
Hokejová sezona skončila tedy velkým úspěchem pelhřimovských Kanaďanů, v jejichž prvním mužstvu hráli tito hráči: Pospíšil, Vůjtěch, Kotsmich E., Schuller, Soukup, Šmrha, Dostal, Kotsmich L. Druhé mužstvo tvořili hráči: Trojan, Šmolka, Kotsmich Lad., Moudr, Eschner, Kvitský, Kotrnoch st., Šíma. První schůze výboru uskutečněná dne 22. listopadu 1932. S druhou nastávající sezonou znovu oživl v Pelhřimově ohromný zájem o lední hokej. Tehdy se J.U.C. p. Karel Proche rozhodl založit v Pelhřimově hokejový club sdružený ve svazu kanadského hokeje. Na den 22. listopadu 1932 svolal schůzi zájemců o Kanadu.
Zvolený výbor předseda: J.U.C. Karel Proche, místopředseda: Václav Vůjtěch, jednatel: Dobrodinský, pokladník: V. Šmíd, zapisovatel: Jar. Dostal,I.revisor: Láďa Kotsmich, II.revisor: J. Pospíšil, manager: Leonid Švamberk, náhradníci: Hotovec a E. Kotsmich Přítomno bylo celkem 12 zájemců. Managerovi Švamberkovi vymezeny jeho povinnosti, na kluzišti je mu k dispozici správce p. Šimůnek. Na návrh předsedy bylo jednomyslně přijato, že spolková naše místnost bude v hotelu Slavie, na kterém bude také upevněn náš klubový štít. Předseda oznámil, že jeho dotaz o přijetí do svazu byl výborem ligy kanadského hockeye příznivě přijat, a proto že pošleme definitivní přihlášku a vyplníme potřebné formality.
Úřední název klubu je Hockeyový club Pelhřimov (H.C.P.). Klubové barvy modrá a žlutá. V těchto barvách budou zhotoveny svetry, punčochy a klubovní štít. Objednány nové hole a potřebná výzbroj pro hráče prvního mužstva. Nabídky podalo více firem, nejvíce vyhovovala firma Porges. Svetry zhotoví místní firma Hostomský. Budou zhotoveny nové mantinely, vysoké 25 cm. Sestavu mužstva určí kapitán a bude oznámena ve skříni umístěné na hotelu Slávie

## Historické názvy
Zdroj:
- 1931 – HC Pelhřimov (Hockeyový club Pelhřimov)
- HC Spartak Pelhřimov (Hockey Club Spartak Pelhřimov)
- 2013 – HC Lední Medvědi Pelhřimov (Hockey Club Lední Medvědi Pelhřimov)

## Přehled ligové účasti
Stručný přehled
Zdroj:
- 1946–1947: Východočeská divize – sk. A (2. ligová úroveň v Československu)
- 1958–1959: Oblastní soutěž – sk. A (3. ligová úroveň v Československu)
- 2001–2002: Jihočeský krajský přebor (4. ligová úroveň v České republice)
- 2002–2008: 2. liga – sk. Střed (3. ligová úroveň v České republice)
- 2008–2009: 2. liga – sk. Východ (3. ligová úroveň v České republice)
- 2009–2013: 2. liga – sk. Střed (3. ligová úroveň v České republice)
- 2013–2016: 2. liga – sk. Západ (3. ligová úroveň v České republice)
- 2016–2018: 2. liga – sk. Střed (3. ligová úroveň v České republice)
- 2018–2019: 2. liga – sk. Jih (3. ligová úroveň v České republice)
- 2019–2021: Jihočeská krajská liga (4. ligová úroveň v České republice)
- 2021 : Krajská liga Vysočiny (4. ligová úroveň v České republice)

Jednotlivé ročníky
Zdroj:
Legenda: ZČ - základní část, červené podbarvení - sestup, zelené podbarvení - postup, fialové podbarvení - reorganizace, změna skupiny či soutěže
| Československo (1946 – 1993) |                             |           |           |                                                                   |                           |
| Sezóny                       | Soutěž                      | Úroveň    | ZČ        | Play-off, nadstavba, sk. o udržení...                             | Poznámky                  |
| 1946/47                      | Východočeská divize – sk. A | 2. úroveň | 5. místo  |                                                                   | Sestup                    |
| ...                          |                             |           |           |                                                                   |                           |
| 1958/59                      | Oblastní soutěž – sk. A     | 3. úroveň | 6. místo  |                                                                   | Sestup                    |
| ...                          |                             |           |           |                                                                   |                           |
| Česko (1993 – )              |                             |           |           |                                                                   |                           |
| Sezóny                       | Soutěž                      | Úroveň    | ZČ        | Play-off, nadstavba, sk. o udržení...                             | Poznámky                  |
| ...                          |                             |           |           |                                                                   |                           |
| 2001/02                      | Jihočeský krajský přebor    | 4. úroveň | 1. místo  | Baráž o 2. ligu, 1. kolo (prohra)                                 | Koupě licence od Břeclavi |
| 2002/03                      | 2. liga – sk. Střed         | 3. úroveň | 11. místo | Ne                                                                | sk. o udr.                |
| 2003/04                      | 2. liga – sk. Střed         | 3. úroveň | 11. místo | Ne                                                                | sk. o udr.                |
| 2004/05                      | 2. liga – sk. Střed         | 3. úroveň | 7. místo  | Čtvrtfinále (prohra 1:3 na zápasy s KLH Vajgar Jindřichův Hradec) |                           |
| 2005/06                      | 2. liga – sk. Střed         | 3. úroveň | 9. místo  | Ne                                                                | sk. o udr.                |
| 2006/07                      | 2. liga – sk. Střed         | 3. úroveň | 11. místo | Ne                                                                |                           |
| 2007/08                      | 2. liga – sk. Střed         | 3. úroveň | 6. místo  | Osmifinále (prohra 0:3 na zápasy s HC Děčín)                      | Změna skupiny             |
| 2008/09                      | 2. liga – sk. Východ        | 3. úroveň | 15. místo | Ne                                                                | Změna skupiny             |
| 2009/10                      | 2. liga – sk. Střed         | 3. úroveň | 9. místo  | Ne                                                                |                           |
| 2010/11                      | 2. liga – sk. Střed         | 3. úroveň | 5. místo  | Čtvrtfinále (prohra 1:2 na zápasy s HC Milevsko 2010)             |                           |
| 2011/12                      | 2. liga – sk. Střed         | 3. úroveň | 9. místo  | Ne                                                                |                           |
| 2012/13                      | 2. liga – sk. Střed         | 3. úroveň | 6. místo  | Čtvrtfinále (prohra 0:3 na zápasy s SHK Hodonín)                  | Změna skupiny             |
| 2013/14                      | 2. liga – sk. Západ         | 3. úroveň | 8. místo  | Čtvrtfinále (prohra 1:3 na zápasy s SC Kolín)                     |                           |
| 2014/15                      | 2. liga – sk. Západ         | 3. úroveň | 11. místo | Osmifinále (prohra 0:3 na zápasy s SC Kolín)                      |                           |
| 2015/16                      | 2. liga – sk. Západ         | 3. úroveň | 13. místo | Ne                                                                | Změna skupiny             |
| 2016/17                      | 2. liga – sk. Střed         | 3. úroveň | 7. místo  | Osmifinále (prohra 0:4 na zápasy s SHC Klatovy)                   |                           |
| 2017/18                      | 2. liga – sk. Střed         | 3. úroveň | 9. místo  | Ne                                                                | Změna skupiny             |
| 2018/19                      | 2. liga – sk. Jih           | 3. úroveň | 7. místo  | Zápas o udržení (prohra)                                          | Sestup                    |
| 2019/20                      | Jihočeská krajská liga      | 4. úroveň | 1. místo  | Finále                                                            | Nedohráno                 |
| 2020/21                      | Jihočeská krajská liga      | 4. úroveň | –. místo  | sezóna zrušena kvůli pandemii covidu-19                           | Přechod do jiného kraje   |
| 2021/22                      | Krajská liga Vysočiny       | 4. úroveň | 1. místo  | Finále                                                            |                           |
| 2022/23                      | Krajská liga Vysočiny       | 4. úroveň | 3. místo  | Vítěz                                                             | Kvalifikace               |
| 2023/24                      | Krajská liga Vysočiny       | 4. úroveň | 2. místo  | Semifinále                                                        |                           |
| 2024/25                      | Krajská liga Vysočiny       | 4. úroveň | 4. místo  | Semifinále                                                        |                           |